# Navarino-eiland
Navarino-eiland (Spaans: Isla Navarino) is een eiland in de regio Patagonië in het zuiden van Chili. De oppervlakte van het eiland is circa 2528 km² en het behoort tot de archipel Vuurland. Op het eiland bevindt zich de zuidelijkste plaats ter wereld, Puerto Williams. Het eiland is in 1829 vernoemd naar de Zeeslag bij Navarino, waarbij de Grieken een overwinning behaalden op de Turkse overheersers, hetgeen grote indruk maakte in Europa.

## Klimaat
Het eiland heeft een polair toendraklimaat (Köppen: ET). Op de noordelijke kuststrook, waar Puerto Williams ligt, is de jaarlijkse gemiddelde neerslag 467 mm, met een gemiddelde temperatuur van 6°C. De gemiddelde temperatuur in de warmste maand is 9,6°C, en in de koudste maand 1,9°C. Verder naar het zuiden neemt de jaarlijkse neerslag toe tot ongeveer 800 mm, met een lichte daling van de temperatuur. Neerslag is min of meer gelijkmatig over het jaar verdeeld.

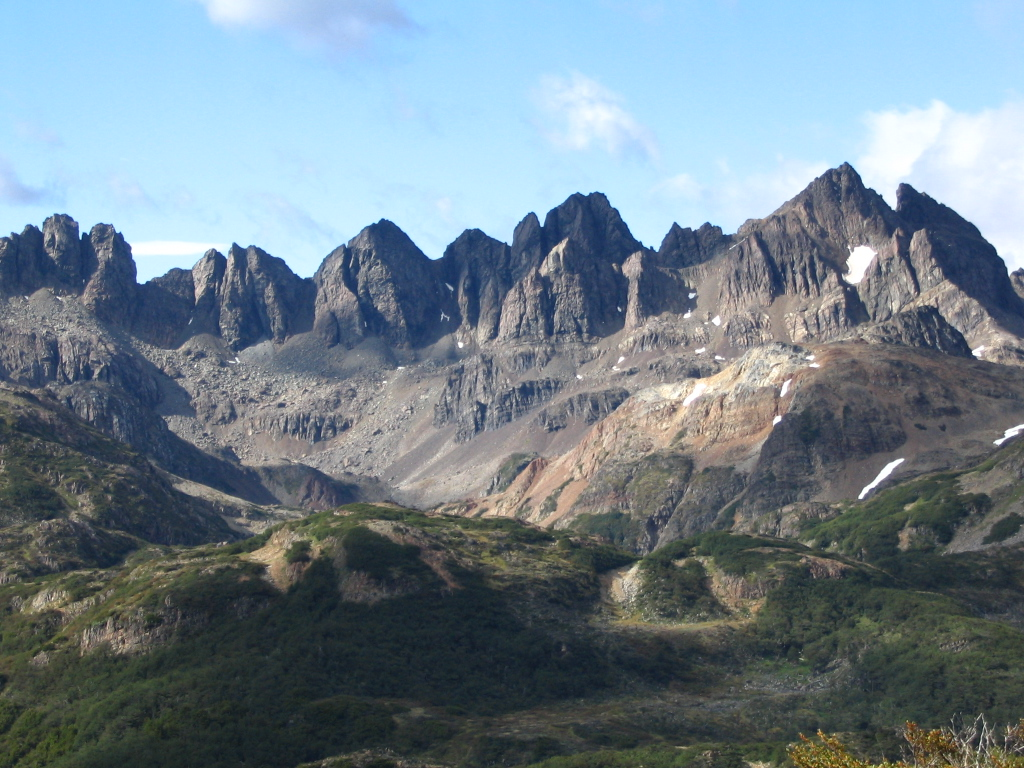
De 'tanden van Navarino', het centrale gebergte op het eiland.

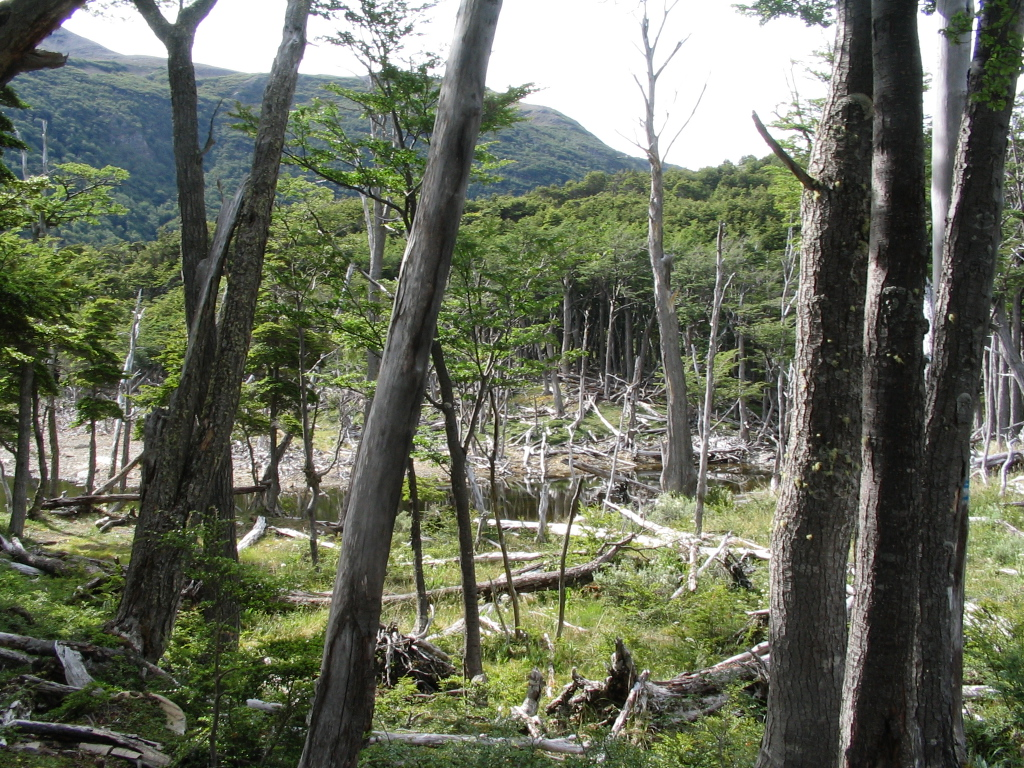
Op de lagere delen van het eiland bevinden zich bossen die het domein zijn van o.a. bevers.